# Mug sintisajzer
Izraz Mug (Moog) sintesajzer, može se odnositi na bilo koji analogni sintesajzer koji je dizajnirao dr Robert Mug (Dr. Robert Moog) ili je napravljen u fabrici Moog Music.
Mug sintisajzeri bili su jedni od prvih široko rasprostranjenih elektronskih muzičkih instrumenata. Robert Mug napravio je prvi subtraktivni sintisajzer kako bi upotrebio klavijature za sviranje, što je 1964. i demonstrirao na AES konvenciji.
Kompanija Moog je pionir u komercijalnoj proizvodnji modularnih naponski kontrolisanih analognih sintisajzera sistema sredinom 1960-ih. Tehnološki razvoj koji je dovodio do stvaranja Moogovog sintisajzera bio je pronalazak tranzistora, koji je omogućio istraživačima kao što je Moog da grade elektronske muzičke sisteme koji su znatno manji, jeftiniji i daleko pouzdaniji od ranijih vakuumskih sistema.
Sintisajzer Moog-a dobijao je veću pažnju u muzičkoj industriji nakon što je prikazan na Monterei International Pop festivalu 1967. Komercijalni proboj Moog snimka napravio je Vendi Carlos u 1968 zapisu Switched-On Bach, koji je postao jedan od najviših - praveći klasične muzičke snimke svoje ere. Uspeh Switched-On Bach-a izazvao je niz drugih sintisajzerskih zapisa krajem 1960-ih do sredine sedamdesetih godina.
Kasnije su modularni sistemi Moog sadržali različita poboljšanja, kao što su skaliranje, pojednostavljen, samostalni muzički instrument dizajniran za upotrebu u živim performansama.

## Istorija mug sitisajzera
Kompanija Moog je pionir u komercijalnoj proizvodnji modularnih napona kontrolisanih analognih sintetizacionih sistema. Osnivač kompanije Robert Arthur Moog je započeo proizvodnju i prodaju Teremina vakuumskih cevi u obliku kit, dok je bio student početkom 1950-ih i plasirao se na prve tranzistorizovane tereminske komplekse 1961. Moog se zainteresovao za dizajn i izgradnju složenih elektronskih muzičkih sistema sredinom 60-ih godina prošlog veka dok je završio doktorsku disertaciju. u inženjerskoj fizici na Univerzitetu Cornell. Raspon u njegovim dizajnima omogućio mu je da uspostavi malu kompaniju (R.A. Moog Co., koja je postala Moog Music i kasnije, Moog Electronics) za proizvodnju i plasiranje novih uređaja.
Pionirski eksperimentatori u elektronskoj muzici kao što su Leon Theremin, Louis i Bebe Barron, Christopher R. Morgan i Raimond Scott napravili su zvučne uređaje i sisteme različite složenosti, a nekoliko velikih elektronskih sintetizatora (npr. RCA Mark II Sound Sinthesizer) pre dolaska Moog-a, ali to su u suštini jedinstveni uređaji ili sistemi napravljeni po meri. Elektronski muzički studiji obično su imali mnogo oscilatora, filtera i drugih uređaja za generisanje i manipulaciju elektronskim zvukom. U slučaju elektronskog rezultata za film "Zabranjena planeta" iz 1955. godine, Barroni su morali da dizajniraju i grade mnoge krugove kako bi proizveli određene zvuke, a svaka od njih može obavljati samo ograničeni niz funkcija.
Rani elektronski performansi muzike kao što je Theremin takođe su relativno ograničeni u funkciji. Klasični Teremin, na primer, proizvodi samo jednostavan ton sinusnog talasa, a antene koje kontrolišu tačku i volumen reagiraju na male promene u blizini ruku operatora do uređaja, što otežava tačno reprodukovanje.
U periodu od 1950. do sredine 1960-ih, studijski muzičari i kompozitori takođe su u velikoj meri zavisili od magnetne trake da bi ostvarili svoje radove. Ograničenja postojećih komponenti elektronske muzike značile su da se u mnogim slučajevima svaka beleška ili ton trebala beležiti odvojeno, sa promjenama u činu koji se često postiže ubrzavanjem ili usporavanjem trake, a zatim spajanje rezultata u glavnu traku. Ovi snimljeni elektronski radovi snimljeni u magnetnom traku mogli bi biti izuzetno naporni i dugotrajni za stvaranje - prema demonstracionom zapisu Moog 900 serije iz 1967. takvi snimci mogu imati čak i osam izmena po inču trake. Ključni tehnološki razvoj koji je dovela do stvaranja Moogovog sintisajzera bio je pronalazak tranzistora, koji je omogućio istraživačima kao što je Moog da grade elektronske muzičke sisteme koji su znatno manji, jeftiniji, potrošili daleko manje snage i bili mnogo pouzdniji od ranijih sistema, što je zavisilo od starije tehnologije vakuumske cevi.
Moog je počeo da razvija svoje sisteme sintetizatora nakon što je upoznao pedagoga i kompozitora Herberta Deutsch na konferenciji krajem 1963. Tokom sledeće godine, uz ohrabrenje Majrona Hoffmana sa Univerziteta u Torontu, Moog i Deutsch razvili su prvi modularni naponski kontrolisani subtraktivni sintisajzer . Preko Hoffmana, Moog je pozvan da demonstrira ove prototipne uređaje na Konvenciji o audio društvu u oktobru 1964. godine, gde ih je kompozitor Alvin Nikolais video i odmah poručio uređaje.
Moogove inovacije postavljene su u njegovom dokumentu iz 1964. godine, elektronskim muzičkim modulima kontrolisani naponom, predstavljenih na AES konferenciji u oktobru 1964. godine, gde je takođe demonstrirao svoje prototip modele za sintezu zvuka . U Moogovom novom sistemu bile su dvie ključne karakteristike: on je analizirao i sistematizovao proizvodnju elektronski generisanih zvukova, razbijajući proces u niz osnovnih funkcionalnih blokova, koji bi mogli izvršiti standardizovani moduli. Predložio je upotrebu standardizovane skale napona za električne signale koji su kontrolisali različite funkcije ovih modula - na primer, Moog oscilatori i tastatura su koristili standardni napredak od 1 volta po oktavi za kontrolu tona. Ova specifična definicija znači da dodavanje ili oduzimanje kontrolnog napona jednostavno prenose pitch, veoma vrednu osobinu.
U vreme kada su digitalni krugovi bili i dalje relativno skupi iu ranoj fazi razvoja, kontrola napona je praktičan izbor dizajna. U topologiji Moog, svaki modul za kontrolu napona ima jedan ili više ulaza koji prihvataju napon tipično 10 V ili manje. Veličina ovog napona kontroliše jedan ili više ključnih parametara kola modula, kao što su frekvencija oscilatora zvuka (ili pod-audio - "niske frekvencije"), slabljenje ili pojačanje pojačala ili prekidna frekvencija filter širokog frekventnog opsega. Stoga, frekvencija određuje tačku, slabljenje određuje trenutnu jačinu zvuka (kao i tišinu između nota), a frekvenca prekidanja određuje relativnu brzinu.
Kontrola napona u sintisajzerima analogne muzike je u principu slična tome kako se napon koristi u elektronskim analognim računarima, u kojima je napon skaliran analog od količine koja je deo računanja. Na primer, naponi kontrole mogu se dodati ili oduzeti u kolu skoro identično sa sabirnikom na takvom računaru. Unutar sintisajzera VCO, analogna eksponencijalna funkcija obezbeđuje 1 volt po oktav za kontrolu oscilatora koji u osnovi radi na osnovi: volti / kHz. Pozitivni polaritet napona povećava visinu tona, a negativni ga smanjuje. Rezultat toga je da, na primer, standardna tastatura može da ima svoj izlaz u razmeri od tastature četvrtine tona promjenom svog izlaza na pola volta po oktavi, bez drugih tehničkih promena.
Koristeći ovaj pristup, Moog je izgradio niz modula za generisanje signala, moduliranja signala i kontrolera, od kojih svaka može biti lako povezana za kontrolu ili izmjenu funkcija i izlaza bilo kog drugog. Centralna komponenta bila je oscilator koji kontroliše napon, što je generisalo primarni zvučni signal, sposoban za proizvodnju različitih talasnih oblika, uključujući pile, kvadratne i sinusne talase. Izlaz iz VCO-a bi zatim mogao da se modifikuje i oblikuje unošenjem signala u druge module kao što su naponski kontrolisani pojačavači, filtri kontrolisani naponom, generatori koverte i modulatori zvona. Još jedna prilagodba u sklopu Moog modularnog sintisajzera je sekvencer koji je obezbedio izvor vremenskih regulacionih napona koji su programirani da kreiraju ponavljajuće obrasce beleške bez korišćenja tastature. Ulazi i izlazi bilo kog modula mogu se unakrsno povezati sa patch kablovima (koristeći tip-sleeve ("mono") ¼-inch utikači) i, zajedno sa upravljačkim dugmadima i prekidačima, mogu stvarati gotovo beskonačnu raznovrsnost zvukova i efekte.

## Razvoj proizvoda
Raniji Minimoog Model D (1970) R. A. Moog Minimoog Model D (proizveden od 1970. do 1981. godine)
Kasnije modalni sistemi Moog-a pokazali su poboljšanja dizajna elektronike, a početkom sedamdesetih godina, Moog je predstavio nove modele sa smanjenim, pojednostavljenim dizajnom koji ih čini mnogo stabilnijim i dobro prilagođen muzičkim performansama u realnom vremenu. Godine 1970. Moog (RA Moog Inc. u to vreme) započeo je proizvodnju Minimoog Model D, malog, monofonijskog sintisajzera sa tri oscilatora koji je, pored britanskog EMS VCS 3, bio jedan od prvih dostupni, prenosivi i relativno pristupačni sintetizatori. Za razliku od ranih modularnih sistema, Minimoog je posebno kreiran kao samostalni muzički instrument namenjen za korišćenje u performansama uživo od strane tastature. Iako su njegove zvučne mogućnosti drastično smanjene sa velikih modularnih sistema, Minimoog je kombinovao fizički dizajn koji je pogodan za korisnike, stabilnost staza, prenosivost i mogućnost stvaranja širokog spektra zvukova i efekata.
Važna Minimoog inovacija bila su par kontrolera kola koje muzičar može koristiti za savijanje terena i kontrolu modulacionih efekata u realnom vremenu. Dva točka su montirana levo od tastature, pored najnižeg ključa. Funkcija točkića za točkiće dodeljena je isključivo za kontrolu nagiba oscilatora (bilo oštro ili ravno od podrazumevane, detenzije, ne opružne centrične pozicije), dok je njegov susedni Mod (modulacijski) točak dodeljen za kontrolu mešavine količina oscilatora 3 i / ili buka usmeren na tri oscilatora i / ili frekvenciju prekidanja VCF-a. Konkretno, intuitivna funkcija i osjećaj okretanja kola omogućili su Minimoogovim korisnicima da kreiraju slične ekspresivne efekte savijanja smjera, kako muzičari poput gitarista postižu fizičkim "savijanjem" žica i korištenjem "vhammi" barova.
Iako su različiti proizvođači sintetizatora koristili mnoge druge tipove kontrolera leve ruke tokom godina - uključujući ručice, džojstike, kontrolere trake i dugmad - tereni i modovi točkova uvedeni na Minimoog su postali de facto standardni kontroleri levog upravljača i od tada koristi se od skoro svakog velikog proizvođača sintisajzera, uključujući Korg, Iamaha, Kavai i (sada neutvrđene) sekvencijalne krugove na svom programskom polifoničkom sintisajzeru Prophet-5 (1977). Značajan izuzetak je japanski proizvođač Roland, koji tipično nikada nisu uključivali točkove za pištanje i modulaciju kao primarni kontroler na bilo kom sintisajzeru, umjesto uključivanjem alternativnih kontrolera vlastitog dizajna. Međutim, oni su uključivali točkove kao sekundarne kontrolere na njihovom sintisajzeru JD-KSA i kao primarni kontroler na njihovom sintisajzeru JD-Ksi.
Minimoog je bio prvi proizvod koji je potvrdio popularni imidž sintisajzera kao "tastaturu" instrument, a najmonofonski sintisajzer prodao je oko 13.180 jedinica između 1970. i 1981. i brzo je preuzeo vodeće rock i elektronske muzičke grupe kao što su Mahavishnu orkestar, Da, Emerson, Lake & Palmer, Tangerine Dream i Gari Numan. Iako je popularnost analogne sinteze zbunila 1980-ih godina s pojavom pristupačnih digitalnih sintisajzera i tastera za uzimanje uzoraka, Minimoog je ostao traženi instrument za producente i snimke umetnika, a nastavio se da se koristi i na elektronskom, techno, plesu i disko snimke u osamdesetih godina prošlog vijeka zbog svojih prepoznatljivih tonalnih osobina, naročito u njegovom patentiranom Moog "ljestvičnom" filteru.
Najgori proizvodni proizvod Moog-a bio je mali Minitmoog (1975—76), direktni potomak prilično nejasnog Moog Satellite sintetizatora. Govori se da je napravljeno samo nekoliko stotina Minitmoogsa, mada čvrsti brojevi nisu dostupni. Iako nedostaje programabilnost i skladištenje memorije, Minitmoog je ponudio neke napredne funkcije, poput tastera nakon tastera i funkcije sinhronizacije, zahvaljujući dvostruko naponskim kontrolisanim oscilatorima.
Sintisajzer Taurus bass pedala izdat je 1975. Njegova pedalboard sa 13 numera bila je slična u dizajnu za male pedale spinetnih organa i pokretane sjajne, prodorne sintetizovane bas zvukove. Taurus je bio poznat po naročito "debelim" basovima i koristio ga je Genesis, Rush, Electric Light Orchestra, Da, Pink Floid, Led Zeppelin, Parlament-Funkadelić, Paul Davis i mnogi drugi. Produkcija originala je prekinuta 1981. godine, kada je zamijenjen Taurusom II. U novembru 2009, Moog Music predstavio je ograničenu produkciju Moog Taurus 3 pedala sintisajzera, koji, kompanija izveštava, tačno duplira originalni Taurus I timbre i presets, dodajući moderne karakteristike kao što su osetljivost na veliku brzinu, značajno proširenu memoriju za postavke korisnika, pozadinsko osvetljenje LC ekran i MIDI i USB interfejs. Ipak, originalne Taurus I jedinice se veoma traže i obično komanduju visokom prodajnom vrednošću na korišćenom tržištu.

## Lista pojedinih muzičara koji koriste mug sintisajzere
U tabeli ispod nalaze se neki od poznatijih muzičara i muzičkih grupa koje koriste ove sintisajzere
| 1           |  | ABBA |  |  |
| 2           |  | AIR |  |  |
| 3           |  | Asia Keyboardist Geoff Downes has used various Moog keyboards. |  |  |
| 4           |  | The Beach Boys A Moog was used on the album Love You. |  |  |
| 5           |  | The Beatles Used a Moog synthesizer on the album Abbey Road. |  |  |
| colspan="3" |  | |  |  |
| 6           |  | Jeff Beck Features a Moog synthesizer on the album Wired. |  |  |
| 7           |  | Blondie Have used a Minimoog. |  |  |
| 8           |  | Blur Have used a Moog Source. |  |  |
| 9           |  | Bon Jovi Have used a Memorymoog. |  |  |
| 10          |  | Buggles Keyboardist Geoff Downes has used various Moog keyboards. |  |  |
| 11          |  | The Byrds Used a Moog synthesizer on the album The Notorious Byrd Brothers. |  |  |
| colspan="3" |  | |  |  |
| 12          |  | Camel |  |  |
| 13          |  | Wendy Carlos Used a Moog synthesizer extensively throughout the 1960's and 70's. |  |  |
| 14          |  | The Cars Have used a Moog Source. |  |  |
| 15          |  | Vince Clarke Has used various Moog synthesizers during his career. |  |  |
| 16          |  | George Clinton A long time Moog fan who has used Moog synthesizers on may albums ranging from earlier Parliament-Funkadelic albums through today. Newer Moog synthesizers are still very visibly present at George Clinton shows.                         |  |  |
| 17          |  | Chick Corea Has used a Minimoog. |  |  |
| 18          |  | The Cure A Minimoog was used on the album Pornography and extensively during live performances during that era. In addition, Simon Gallup frequently played a Moog Taurus bass synthesizer at live shows during this era, most notably on the track Cold. |  |  |
| colspan="3" |  | |  |  |
| 19          |  | Depeche Mode Have used various Moog synthesizers. |  |  |
| 20          |  | Devo Used a Minimoog on their first three albums. |  |  |
| 21          |  | Thomas Dolby |  |  |
| 22          |  | The Doors Keyboardist Ray Manzarek used a Moog synthesizer on the album Strange Days. |  |  |
| 23          |  | Geoffrey Downes Keyboardist Geoff Downes has used various Moog keyboards. |  |  |
| 24          |  | George Duke Has played a Minimoog. |  |  |
| 26          |  | Electric Light OrchestraHave used various Moog synthesizers. |  |  |
| 27          |  | Emerson, Lake & PalmerA Moog is prominently featured in a solo at the end of the song Lucky Man. |  |  |
| 28          |  | Brian Eno |  |  |
| 29          |  | Franz Ferdinand |  |  |
| 30          |  | The FritzThe Fritz' keyboardist uses a Little Phatty. |  |  |
|             |  | |  |  |
| 31          |  | FunkadelicKeyboardist Bernie Worrell is a long time Moog fan, with Minimoogs being used extensively on many of Funkadelic's albums. |  |  |
| 32          |  | Peter GabrielUsed a Realistic Concertmate MG1 made by Moog Music. |  |  |
| 33          |  | Garaj MahalGuitarist Fareed Haque frequently plays with a new Moog Guitar. |  |  |
| 34          |  | Mort GarsonUsed a Moog synthesizer extensively on the album "The Zodiac : Cosmic Sounds." |  |  |
| 35          |  | Genesiskeyboardist Tony banks has used various Moog synthesizers throughout the 1970's and 80's. |  |  |
| 36          |  | Marty GoldThanks to Mr Zoo for this addition. |  |  |
|             |  | |  |  |
| 37          |  | Herbie HancockHas played various Moog synthesizers, most notably the Minimoog. |  |  |
| 38          |  | INXSHave used a Moog Memorymoog. |  |  |
| 39          |  | Islands |  |  |
| 40          |  | Jean Michel JarreHas played various Moog synthesizers. |  |  |
| 41          |  | Jethro TullKeyboard played John Evans had not one but two Minimoogs in his 1970 |  |  |
| 42          |  | King CrimsonHave used a Moog Source. |  |  |
| 43          |  | Kool & The GangHave used a Moog Liberation keytar. |  |  |
|             |  | |  |  |
| 44          |  | KraftwerkUsed Moog synthesizers extensively beginning with their album Autobahn. |  |  |
| 45          |  | Led ZeppelinA Moog synthesizer is used on the song "Friends." |  |  |
| 46          |  | Mahavishnu OrchestraKeyboardist Jan Hammer began using a Minimoog in 1971. |  |  |
| 47          |  | Manfred Mann's Earth BandUsed Moog synthesizers extensively in the mid 70's. |  |  |
| 48          |  | Medeski, Martin & WoodMedeski has played various Moog synthesizers. |  |  |
| 49          |  | MGMT |  |  |
| 50          |  | The MonkeesUsed a Moog synthesizer on the album Pisces, Aquarius, Capricorn & Jones Ltd. |  |  |

## Spisak mug sintisajzera
- Moog modular synthesizer (1963–1980)
- Minimoog (1970–1982)
- Moog Satellite (1974–1979)
- Moog Sonic 6 (1974–1979)
- Micromoog (1975–1979)
- Polymoog (1975–1980)
- Minitmoog (1975–1976)
- Moog Taurus (1976–1983)
- Multimoog (1978–1981)
- Moog Prodigy (1979–1984)
- Moog Liberation (1980)
- Moog Opus-3 (1980)
- Moog Concertmate MG-1 (1981)
- Moog Rogue (1981)
- Moog Source (1981)
- Memorymoog (1982–1985)
- Moogerfooger (1998.–danas)
- Minimoog Voyager (2002.–danas)
- Little Phatty (2006.–danas)
- Old School (2008–2009)
- Slim Phatty (2010)
- Taurus 3 bass pedal (2011)

## Literatura
- Holmes, Thom (2008). Electronic and Experimental Music: Technology, Music, and Culture. New York: Routledge. стр. 214. ISBN 978-0-415-95782-3.
- Trevor Pinch; Frank Trocco. Analog Days: The Invention and Impact of the Moog Synthesizer. Harvard University Press. 368pp. 2004.  978-0-674-01617-0.
- Holmes, Thom (2002). Electronic and Experimental Music: Pioneers in Technology and Composition (2nd изд.). New York and London: Routledge. ISBN 978-0-415-93643-9..

## Spoljašnje veze
- Synthesizer Resource Архивирано на веб-сајту  (3. март 2016)
- Using the Moog synthesizer Архивирано на веб-сајту  (30. децембар 2009)
- The Bob Moog Foundation